# Тилбян, Ваге
Ваге Тилбян (англ. Vahe Tilbian з.-арм. Վահէ Թիլպեան; род. 17 февраля 1980, Эфиопия) — армяно-эфиопский певец. Будучи сольным исполнителем, стал солистом эфиопской группы Zemen Band. В 2012 году выпустил свой дебютный сольный альбом Mixology. Был частью панармянской музыкальной супергруппы Genealogy, которая представляла Армению на конкурсе песни «Евровидение-2015» с песней «Face the Shadow», заняв 16-е место в общем зачете.

## Биография
Использует разнообразные музыкальные направления в творчестве: от рока до техно, от регги до ритм-н-блюз, от армянского до амхарского и большим количеством латинской музыки.
Родился и вырос в Эфиопии. Его родители (Гаро Тилбян и Ани Асланян) имеют армянское происхождение. Его дед по отцовской линии бежал от геноцида армян в 1923 году в Сирию, а затем поселился в Эфиопии. Все члены семьи по материнской линии покинули Западную Армению к концу 1890-х или началу 1900-х годов. Ваге помнит свои армянские корни и считает, что именно преследования, с которыми столкнулись армяне, сформировали его уникальный артистический характер.
Окончил Университет Британской Колумбии в Ванкувере, Канада, изучая биологию и получив степень бакалавра наук в области общих наук. Занимался танцами и стал профессиональным танцором бальных танцев в латиноамериканском стиле международного уровня. Был одним из создателей и хореографом танцевальной группы Salsegnochu. Примерно в это же время пел в качестве ведущего тенора в хоре в Аддис-Абебе под названием The Motley Singers.
Проработав в сфере бизнеса более 3 лет, будучи молодым выпускником колледжа, оставил работу в 2008 году и начал заниматься музыкой на постоянной основе. Присоединился к группе Z Beyaynetus при поддержке своих друзей Битика Эмлаэлу и Леджа Лео. Вскоре Кенни Аллен, исполнитель и продюсер из Вашингтона, проживающий в Эфиопии, услышал его в одном из местных баров и попросил спеть бэк-вокал для его шоу по случаю выпуска альбома с группой 251 Band. Ваге согласился и стал его постоянным бэк-вокалистом, работая вместе по всему городу и на сценах местных музыкальных фестивалей в течение многих лет. После этого решил разнообразить свой жанр и репертуар, присоединившись к сальса-группе Eshee Havana и работая над оригинальными ремиксами эфиопских песен в сальса-музыку. В 2011 году прошел финальное прослушивание на шоу Big Brother Africa.
Написал текст своей первой песни под названием «Life or Something Like it», а Майкл Хайлу сочинил мелодию, и они записали её в 2010 году. Этот факт придал ему энтузиазма и смелости писать больше текстов и писать песни. Сингл «Don’t Stop» был номинирован на премию Armenian Pulse Music Award за лучшую песню на английском языке армянского исполнителя в 2012 году. Песня заняла 3-е место по результатам онлайн-голосования.
В ноябре 2012 года бесплатно выпустил альбом под названием Mixology.
В мае 2013 года выпустил музыкальный клип на песню «Yene Tizita», что означает ностальгия или воспоминания, режиссерами и продюсерами которого выступили Арамацт Калайджян и Мулугета Амару, что стало новой интерпретацией старой эфиопской песни.
В течение 2 лет был ведущим вокалистом Zemen Band. Работал с известными эфиопскими певцами, такими как: Зериту Кебеде, Майкл Белайнех и музыкальной группой Nubian Arc Band. Также был бэк-вокалистом и открывал выступления таких артистов, как: Ледж Лео, Эбби Лейкью, Нхатти, Цедения Гебремаркос, Эйоб Меконнен, Шевандагн Хайлу. Выступал в качестве бэк-вокалиста для приезжих артистов из других африканских стран, таких как: зимбабвийский артист Оливер Мтукудзи и кенийские артисты Ви и Лиз Огумбо. Помимо карьеры музыканта, был обозревателем журнала Zoma, издаваемого в Аддис-Абебе.
В феврале 2015 года Ваге был объявлен участником армянской музыкальной группы Genealogy. Вместе с другими участниками группы представлял Армению на конкурсе песни «Евровидение-2015».

## Дискография

### Альбомы
- Mixology (2012 год).

### Синглы
- «Life or Something Like It» (2010 год) (Ваге Тилбян, Майкл Хайлу);
- «Mixology» (ноябрь 2012 года);
- «Yene Tizita» (май 2013 год) (на амхарском языке);
- «Face the Shadow» (2015 год) (как участник армянской супергруппы Genealogy на «Евровидение-2015»);
- «Mot u heru, Im Hayastan» (2016 год) (на армянском языке).